# Сводная дивизия
Сводная дивизия (болг. Сборна дивизия) — воинское формирование армии Болгарии времён Первой мировой войны.

## История
Дивизия сформирована 28 сентября 1916 из пяти пехотных полков (35-й, 36-й, 53-й, 6-й, 82-й), 11-го и 6-го маршевых полков, 3-го и 4-го конных полков, сводного артиллерийского, тяжёлого артиллерийского, 2-го артиллерийского полка и сапёрной группы. Дивизия участвовала в битве при Добриче. В составе 3-й армии участвовала в боях при Добружде в 1916 году и на Македонском фронте в 1917 году. К 7 октября 1916 в дивизии были 8-й, 35-й, 36-й и 11-й маршевые полки (22 группы, эскадрон и 14 артбатарей). Во время второй битвы при Кубадине в дивизии числились 8-й, 35-й (три отряда), 36-й (три отряда), 53-й полки, 2/36-й отряд, артиллерийские группы левого и правого крыльев.